# シクロヘプタン
シクロヘプタン (英: cycloheptane) は分子式 C7H14、分子量 98.2 のシクロアルカンである。シクロヘプタンは化学工業で無極性溶媒として使われ、化学物質や医薬品の中間体としても使われる。シクロヘプタノンのクレメンゼン還元や、1,6-ジブロモヘキサンとマロン酸ジエステルの環化反応により合成することができる。シクロヘプタンの蒸気は目の炎症を引き起こし、大量に吸引すると換気低下を引き起こす。
消防法による第4類危険物 第1石油類に該当する。

## 配座
シクロヘプタンはねじれいす形（twist-chair）とねじれ舟形（twist-boat）の2つの安定配座を持つ。ねじれいす形が最安定配座である。その他、遷移状態としていす形（chair、2つのねじれいす形間の遷移状態）、舟形（boat、2つのねじれ舟形間の遷移状態）、T3（ねじれいす形とねじれ舟形との間の遷移状態）が存在する。

ねじれいす形（左、C_{2}対称）とねじれ舟形（右、C_{2}対称）